# Osud

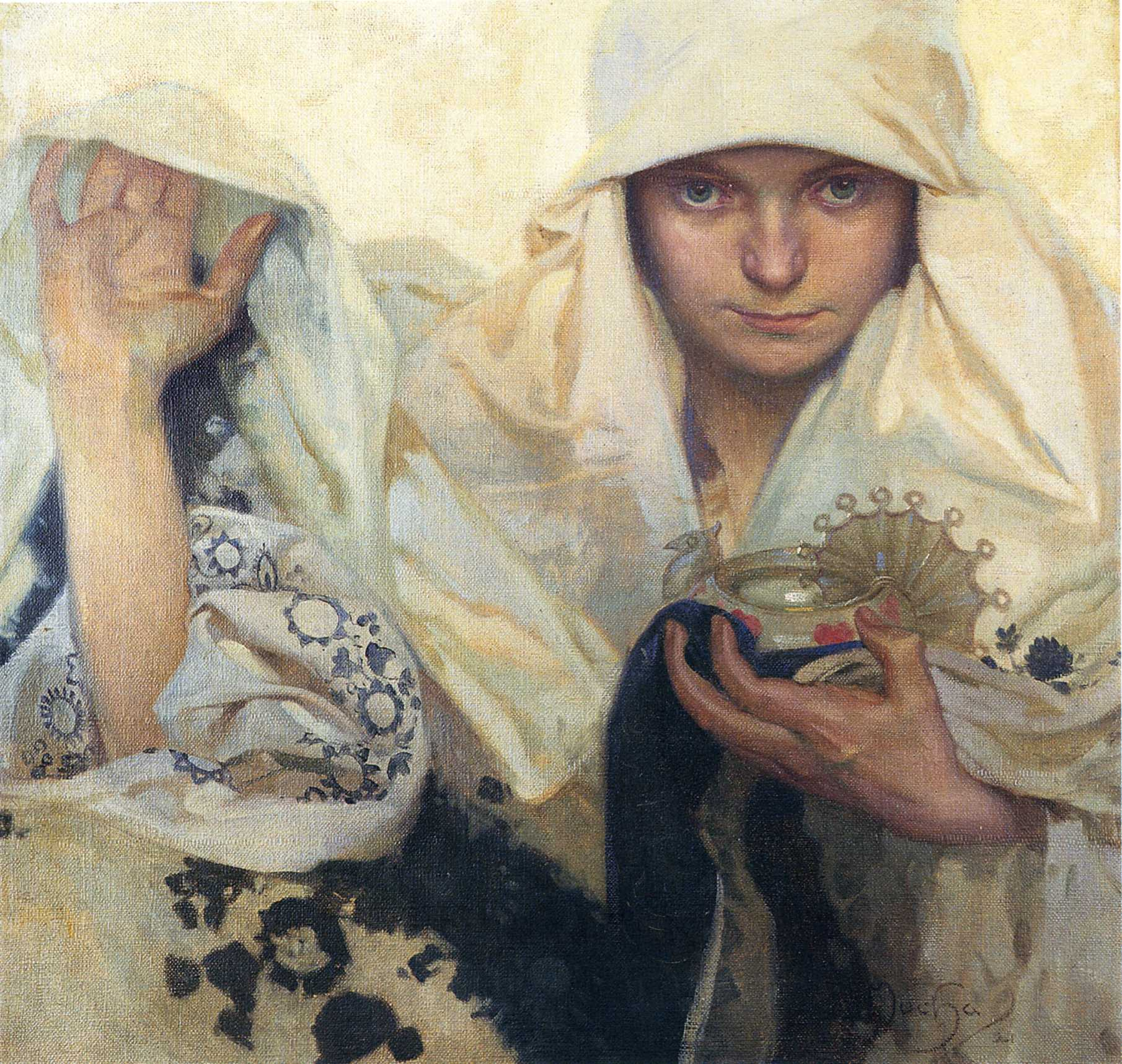
Osud – Alfons Mucha

Osud je jak filozofický, tak i náboženský koncept, který vyjadřuje myšlenku, že události v životě člověka, světa a kosmu jsou předem určeny. Je to koncept založený na víře, že přirozenou podstatou jsoucna je trvalá, kosmická struktura. Fatalismus (fatum je latinsky „osud“) považuje osud za hlavního hybatele dějů.

## Antická mytologie

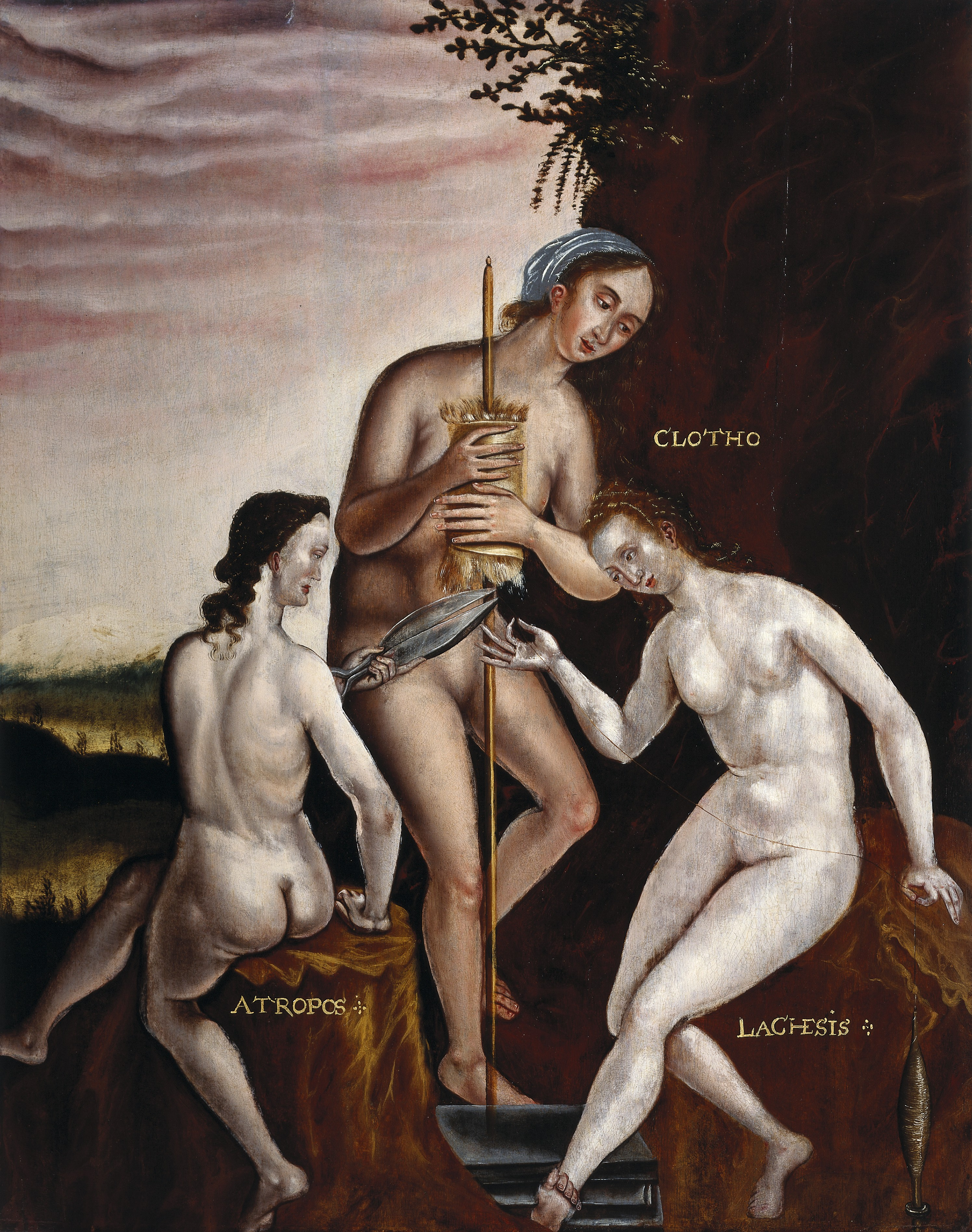
Moiry, bohyně osudu

V řecké mytologii jsou bohyně osudu Moiry dcerami nejvyššího boha Dia a bohyně pořádku Themidy anebo dcerami bohyně osudové nutnosti Ananké. Trojici bohyň předoucí nit osudu jsou Klóthó, Lachesis a Atropos.

## Křesťanství
Křesťanská teologie považuje Boha za nadpřirozenou sílu, která určuje a řídí život člověka. Příkladem je například křesťanský proud protestantismu a jeho učení predestinace.
Křesťanství staví na svobodné vůli, bez které by nebyl důvod, aby svět existoval (avšak někteří protestanti věří v předurčení). Pokud toto slovo někteří Bibličtí překladatelé používají, dal by se jeho význam připodobnit slovu úděl. Popisuje sled událostí, které měly patřičné vyústění. "Kouřil cigarety, dostal rakovinu plic a na tuto nemoc zemřel. Jeho závislost se mu stala osudným. Potkal ho stejný osud, jako mého strýce."

## Filosofie
Ve filosofii hraje osud význačnou roli ve stoicismu a zabývají se jím především filozofové Baruch Spinoza, Arthur Schopenhauer a Friedrich Nietzsche. Proti extrémnímu determinismu, tedy víře, že osud všechno určuje a omezuje tím svobodnou vůli člověka, se postavil především Immanuel Kant a význačný představitel německého idealismu Georg Wilhelm Friedrich Hegel.